# Деревянкин, Михаил Константинович
Михаил Константинович Деревянкин (31 декабря 1912 — 3 июня 2003) — советский военный строитель, генерал-лейтенант, участник Великой Отечественной войны.

## Биография
Михаил Константинович Деревянкин родился 31 декабря 1912 года в городе Троицке (ныне — Челябинская область). В 1937 году окончил Ленинградский технологический институт. В 1939 году был призван на службу в Военно-морской флот СССР. Учился в адъюнктуре Высшего военно-морского инженерно-строительного училища в Ленинграде.
В годы Великой Отечественной войны служил старшим инженером фортификационных сооружений Интендантского отдела Балтийского флота. Участвовал в обороне Ленинграда, строил оборонительные рубежи на подступах к городу. С марта 1942 года служил в различных строительных организациях, подчинявшихся Интендантскому управлению Военно-морского флота СССР, был старшим инженером, начальником строительного участка, главным инженером — начальником производственно-технического отделения строительства № 123. Проявил себя как способный организатор производства боевой инженерной техники, существенно помогавшей действующим флотам в деле перебазирования кораблей, траления мин. Под его руководством изготавливалось различное инженерное имущество, например, сборно-разборные причалы и щитовые сооружения.
После окончания войны продолжал службу в Военно-морском флоте СССР. Был начальником строительного участка, начальником различных складов, строительства. В 1955 году стал первым начальником Управления «Дальвоенморстрой», созданном для строительства Военно-морской базы в бухте Стрелок залива Петра Великого, в 1957—1962 годах вновь руководил этой строительной организацией. Под руководством Деревянкина был спроектирован и построен уникальный морской полигон для Тихоокеанского флота. В дальнейшем служил на высоких должностях, в 1964—1970 годах был начальником Главного инженерного управления Ракетных войск, в 1970—1973 годах — заместителем Главнокомандующего Ракетными войсками и одновременного членом Военного Совета Ракетных войск стратегического назначения. В сентябре 1973 года вышел в отставку. Умер 3 июня 2003 года, похоронен на Троекуровском кладбище Москвы.

## Награды
- Орден Отечественной войны 1-й степени (6 апреля 1985 года);
- Орден Трудового Красного Знамени;
- Орден Красной Звезды (30 апреля 1954 года);
- Орден «Знак Почёта» (22 июля 1944 года);
- Медали «За боевые заслуги» (20 июня 1949 года), «За оборону Ленинграда» и другие медали;
- Заслуженный строитель РСФСР;
- Государственная премия СССР (1969).